# Коротеев, Глеб Васильевич
Глеб Васильевич Коротеев (1 июня 1925 — 23 июля 2018) — советский звукорежиссёр кино.

## Биография
Г. В. Коротеев в 1949 году окончил Ленинградский институт киноинженеров.
После окончания работал в Риге на отделении документального кино местной киностудии. Первым художественным фильмом, в озвучивании которого принял участие Глеб Коротеев, был вышедший в 1958 году фильм «Повесть о латышском стрелке». Последний фильм, озвученный Коротеевым, — совместный советско-американский фильм «Ноктюрн Шопена», вышедший уже в 1992 году.
Скончался 23 июля 2018 года.

## Звукорежиссёр
Полная фильмография включает 62 фильма.
- 1958 — «Повесть о латышском стрелке»
- 1962 — «День без вечера»; «Моцарт и Сальери»
- 1964 — «Капитан Нуль»
- 1965 — «Двое»
- 1966 — «Последний жулик»
- 1967 — «Часы капитана Энрико»
- 1968 — «24-25 не возвращается»
- 1970 — «Слуги дьявола»
- 1971 — «В тени смерти»
- 1972 — «Петерс»
- 1979 — «Ночь без птиц»
- 1981 — «Лимузин цвета белой ночи»; «Помнить или забыть»
- 1983 — «Чужие страсти»
- 1985 — «Последняя индульгенция»
- 1986 — «В заросшую канаву легко падать»
- 1988 — «Гадание на бараньей лопатке»
- 1992 — «Ноктюрн Шопена»